# Carfolita
La carfolita és un mineral de la classe dels silicats (inosilicats) que rep el seu nom del grec karphos (palla) i lithos (pedra). Va ser descrita per primera vegada l'any 1817 per a una aparició a Horní Slavkov, Regió de Karlovy Vary, Bohèmia. Pertany i dona nom al grup de la carfolita. Forma una sèrie de solució sòlida amb la ferrocarfolita, i està estructuralment relacionada amb la magbasita.

## Característiques
La carfolita és un silicat de manganès amb fórmula Mn2+Al₂Si₂O₆(OH)₄. Es troba en forma de raïms, de prismes o en agulles primes, gairebé sempre de color groc. Cristal·litza en el sistema ortoròmbic.

## Formació
La seva ocurrència típica és en lutites que han patit metamorfisme de baix grau. Els minerals associats inclouen sudoïta, granat, o fluorita.